# Homespun Folks
Homespun Folks er en amerikansk stumfilm fra 1920 af John Griffith Wray.

## Medvirkende
- Lloyd Hughes som Joel Webster
- Gladys George som Beulah Rogers
- George Webb som Tracy Holt
- Al W. Filson som Pliny Rogers
- Fred Gamble som Gabe Howard
- Charles Hill Mailes som Caleb Webster
- Lydia Knott som Sarah Webster
- Gordon Sackville som Watt Tanner
- Willis Marks som Joseph Hargan
- James Gordon som Hilary Rose
- Edith Murgatroyd som Stinson
- Jefferson Osborne som Nat Orinley